# Museu Leopold
El museu Leopold (en alemany: Leopold Museum) és un museu a Viena, Àustria, obert l'any 2001. El museu acull la més gran col·lecció mundial de quadres d'Egon Schiele.

## Col·lecció
La col·lecció de Rudolf Leopold és la base del museu. Des dels anys 1950, comença a col·leccionar obres d'art. S'interessa en artistes llavors desconeguts. Així el museu acull la més gran col·lecció mundial de quadres d'Egon Schiele. Ha acumulat en total 5.300 objectes.
Exposa una de les col·leccions més grans d'art austríac, amb artistes com Oskar Kokoschka, Richard Gerstl, Josef Hoffmann, Coloman Moser, Carl Moll, Alfred Kubin, Herbert Boeckl, Anton Faistauer, Anton Kolig, Lovis Corinth, Albin Egger-Lienz, Ferdinand Georg Waldmüller, Anton Romako, Eva Nagy i Albert Paris Gütersloh. Entre les floretes de la col·lecció, a més de les de Schiele, es pot citar La Vida i la Mort de Gustav Klimt.

## Controvèrsia
El 2012, després de protestes, els cartells del museu per a l'exposició  Nackte Männer  d'Ilse Haider, que mostren una de les obres d'art més destacades de l'exposició, titulada "Vive la France" (una representació de tres futbolistes francesos nus, amb els seus genitals completament revelats: el primer negre, el segon àrab/musulmà i el tercer blanc, dels artistes francesos Pierre et Gilles), van ser modificats pels mateixos artistes, mitjançant l'addició d'una cinta vermella per cobrir els genitals dels jugadors.

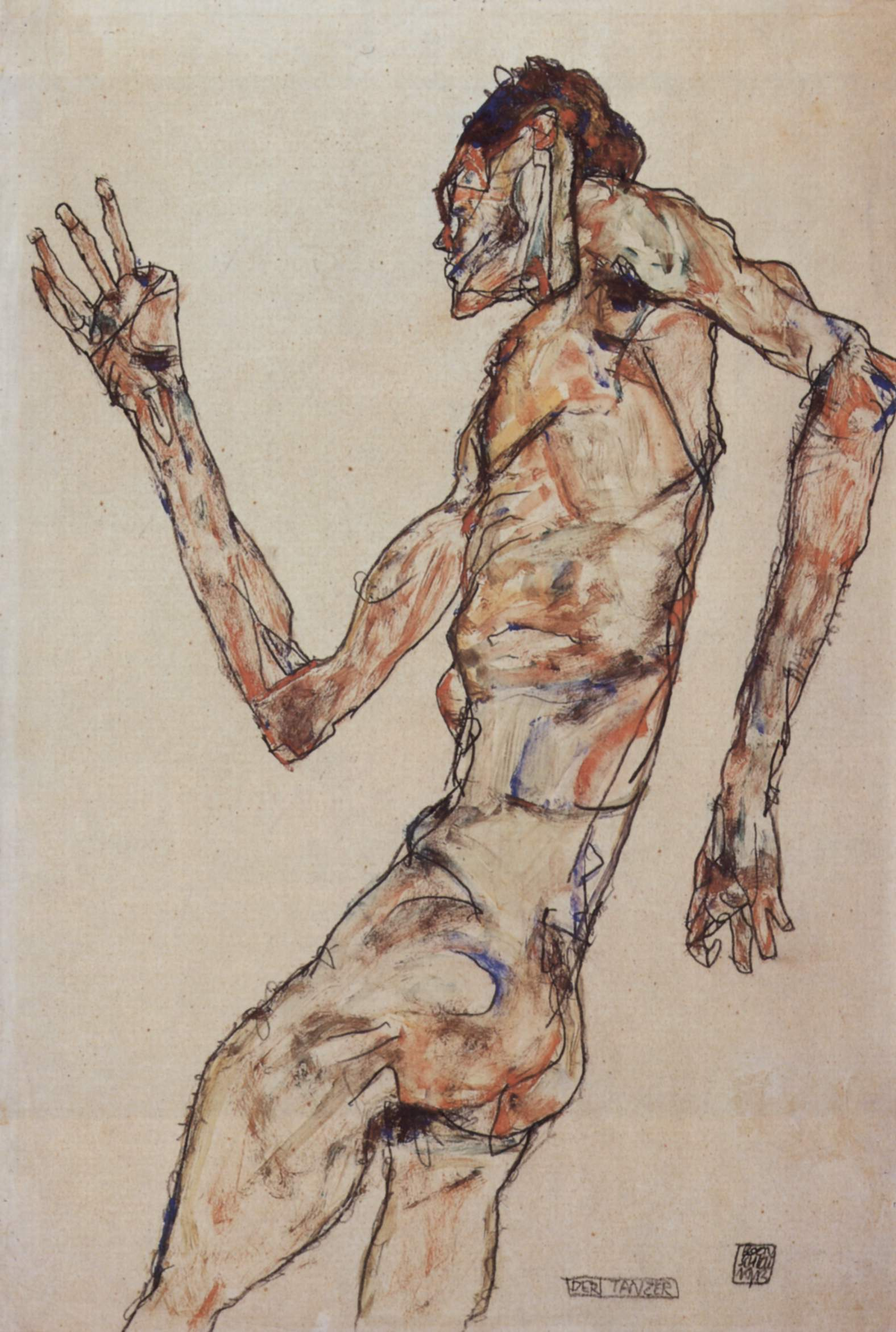
Egon Schiele, El ballarí
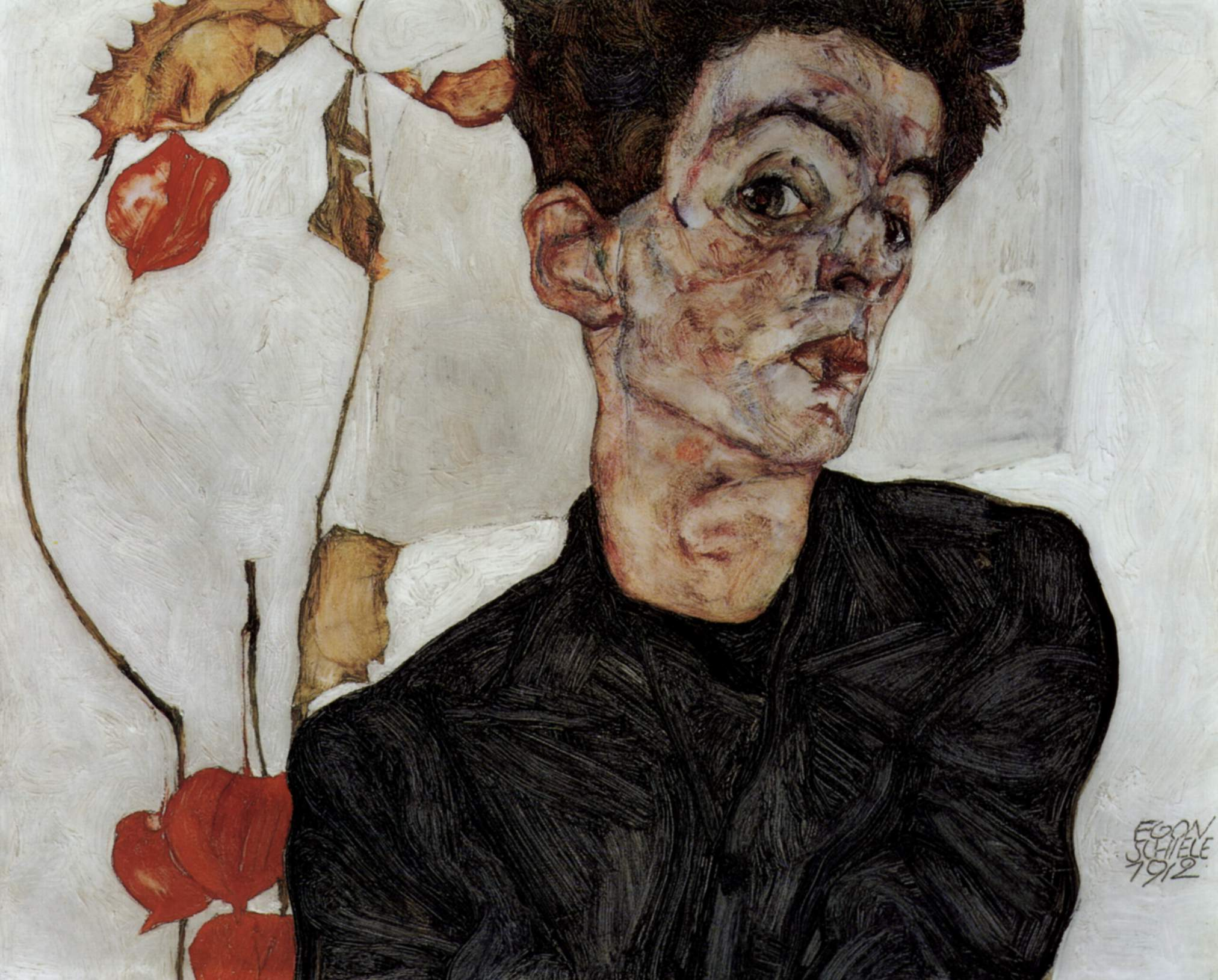
Egon Schiele, Autoretrat amb làmpades xineses
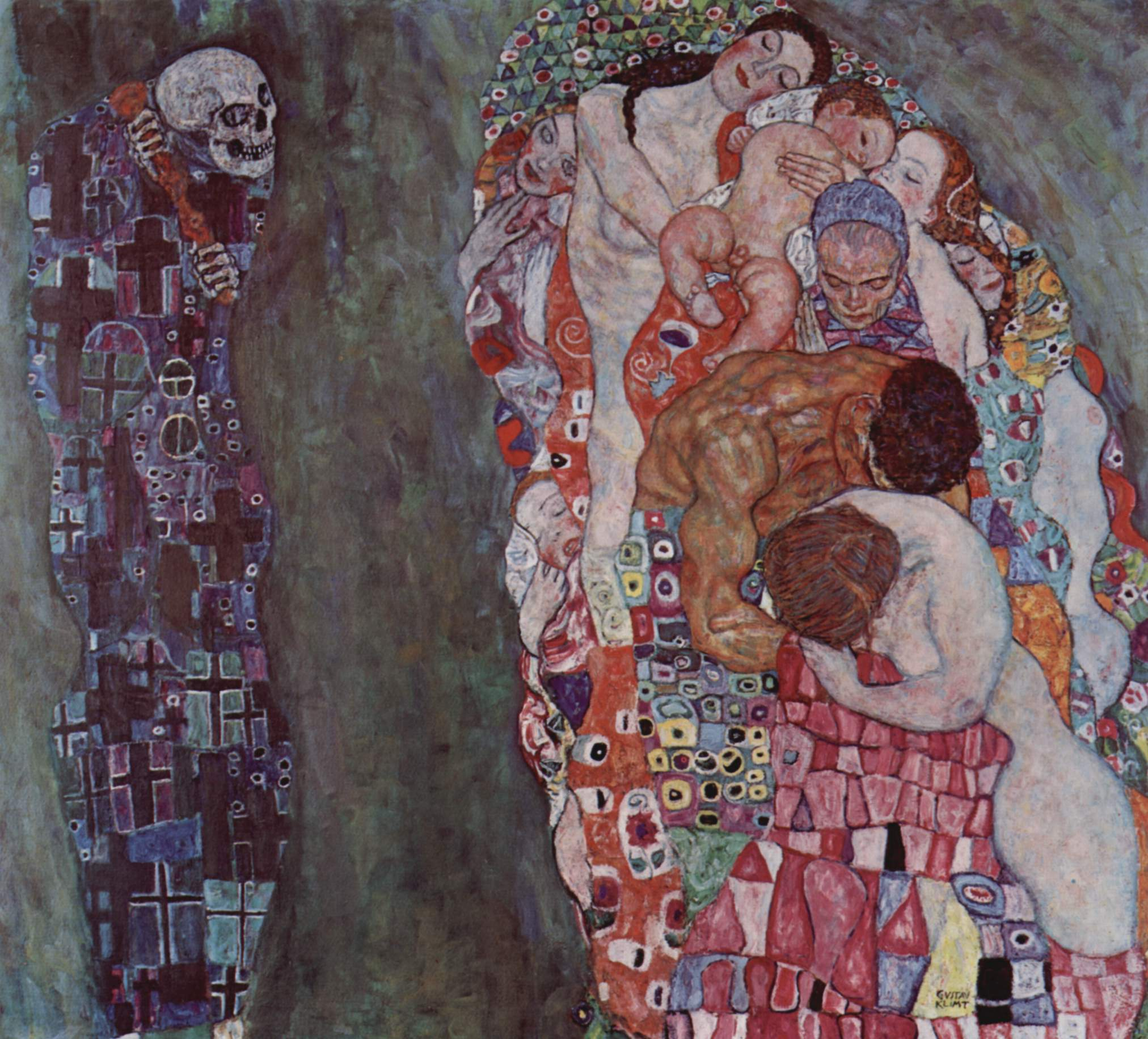
La Vida i la Mort, Gustav Klimt
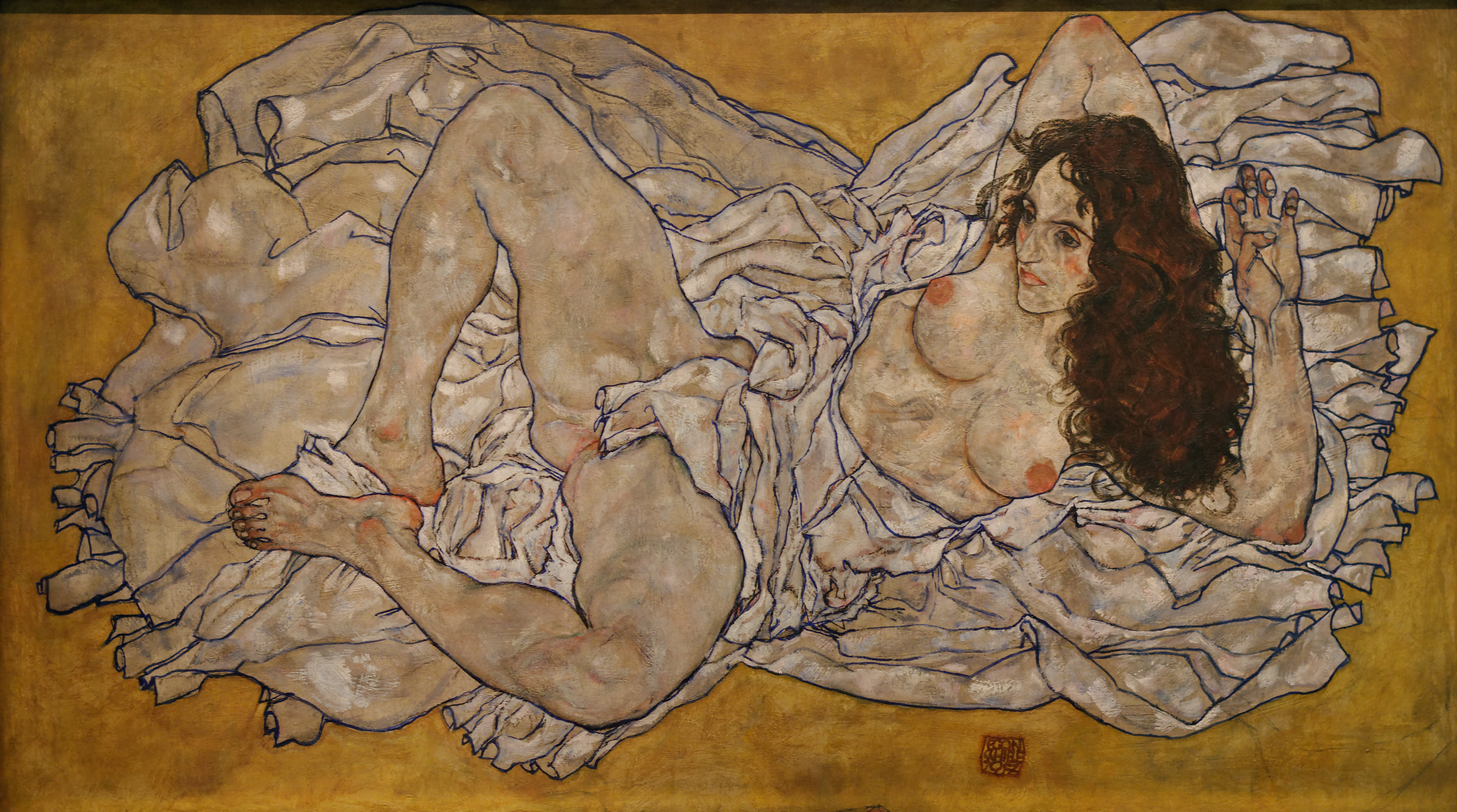
Dona nua, Egon Schiele